# Сарния (Онтарио)
Сарния (на английски: Sarnia) е град в провинция Онтарио, Канада. Населението на града през 2011 година е 72 366 души, заедно с предградията – 89 555 души.

## История
Селището е основано през 1830-те години, на 7 май 1914 година получава статут на град.

## Личности
- Александър Макензи - канадски министър-председател.
- Кристофър Хадфийлд – канадски космонавт.
- Дино Сисарели – хокеист в НХЛ.
- Патрик Уербик – хокеист в НХЛ.
- Джефри Дъстин – хокеист в НХЛ.
- Съни Леони (р.1981) – фотомодел и порноактриса.
- Сид Мейер - създател на компютърни игри.